# Sanguisorba japonensis
Sanguisorba japonensis är en rosväxtart som först beskrevs av Tomitaro Makino, och fick sitt nu gällande namn av Yûshun Kudô. Sanguisorba japonensis ingår i släktet storpimpineller, och familjen rosväxter. Inga underarter finns listade i Catalogue of Life.